# Lymantria detersa
Lymantria detersa este o specie de molii din genul Lymantria, familia Lymantriidae, descrisă de Walker 1865 Conform Catalogue of Life specia Lymantria detersa nu are subspecii cunoscute.